# Leopold Kupelwieser
Leopold Kupelwieser (Markt Piesting, 17 ottobre 1796 – Vienna, 17 novembre 1862) è stato un pittore austriaco, spesso associato al movimento Nazareno.

## Biografia

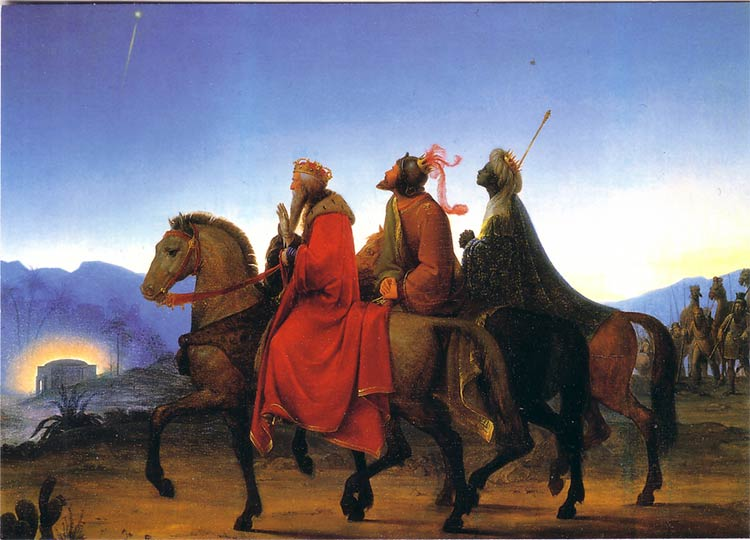
Viaggio dei Re Magi (1825)

Era il figlio di Johann Baptist Georg Kilian Kupelwieser (1760-1813), co-proprietario di una fabbrica che produceva articoli per la tavola. Il suo talento fu riconosciuto in età precoce dallo scultore Franz Anton von Zauner.
Studiò presso l'accademia di belle arti di Vienna. Durante un soggiorno a Roma nel 1824, venne sotto l'influenza del pittore Friedrich Overbeck. Dopo la morte del nobile russo, Alexander Berezin, tornò a Vienna dove diventò un pittore illustratore e ritrattista. Egli e suo fratello maggiore, Josef Kupelwieser, erano molto amici di Schubert, per il quale suo fratello scrisse anche un libretto per l'opera, Fierrabras.
Nel 1826, sposò Maria Johanna Evangelista Augustina Stephania Theodora Lutz, che gli diede otto figli. Nel 1837, diventò professore di pittura storica presso l'accademia di Vienna e, nel 1850, è stato insignito della Croce di Cavaliere dell'Ordine di Francesco Giuseppe.
In questo periodo è stato coinvolto nella pittura delle pale d'altare religiose e affreschi. All'età di sessant'anni si ammalò di malaria , che lo portò alla morte il 17 novembre 1862.
Nel 1894, una strada fu a lui intitolata e un francobollo commemorativo è stato emesso nel 1996.